# バナッハ (小惑星)
バナッハ (16856 Banach) は、小惑星帯にある小惑星である。パオロ・G・コンバ (P. G. Comba) がアリゾナ州のプレスコットで発見した。
ポーランドの数学者であるステファン・バナフ（Stefan Banach、日本ではドイツ語風に「バナッハ」と表記されることが多い）に因んで命名された。